# Мет Гито
Мет Гито (енгл. Matt Giteau; 29. септембар 1982) је професионални аустралијски рагбиста и један од најбољих центара са јужне хемисфере.

## Биографија
Висок 178 цм, тежак 85 кг, Гито је повремено играо отварача, али примарна позиција му је број 12 - Први центар. Пре него што је 2011. прешао у француски Рагби клуб Тулон, играо је за екипе Брамбиси и Вестерн Форс. За аустралијску репрезентацију одиграо је 98 тест мечева и постигао 698 поена. У каријери је освајао са Аустралијом Куп четири нација, са Брамбисима Супер Рагби, а са Тулоном Топ 14 и Куп европских шампиона у рагбију.